# George Joseph Lucas

Wappen von George Joseph Lucas

George Joseph Lucas (* 12. Juni 1949 in St. Louis, Missouri) ist ein US-amerikanischer römisch-katholischer Geistlicher und emeritierter Erzbischof von Omaha.

## Leben
Der Erzbischof von Saint Louis, John Joseph Kardinal Carberry, spendete ihm am 24. Mai 1975 das Sakrament der Priesterweihe.
Papst Johannes Paul II. ernannte ihn am 19. Oktober 1999 zum Bischof von Springfield in Illinois. Der Erzbischof von Chicago, Francis Eugene Kardinal George OMI, spendete ihm am 14. Dezember desselben Jahres die Bischofsweihe; Mitkonsekratoren waren Erzbischof Gabriel Montalvo Higuera, Apostolischer Nuntius in den Vereinigten Staaten, und sein Amtsvorgänger als Bischof von Springfield in Illinois, Daniel Leo Ryan. Als Wahlspruch wählte er Grace and Mercy („Gnade und Barmherzigkeit“).
Am 3. Juni 2009 ernannte ihn Papst Benedikt XVI. zum Erzbischof von Omaha. Die Amtseinführung fand am 22. Juli desselben Jahres statt.
Papst Franziskus ernannte ihn am 13. Dezember 2019 zusätzlich für die Dauer der krankheitsbedingten Abwesenheit des Diözesanbischofs zum Apostolischen Administrator von Lincoln.
Am 31. März 2025 nahm Papst Franziskus seinen altersbedingten Rücktritt an.